# Cool TV
A Cool TV (általános nevén Cool) egy magyar nyelvű kereskedelmi televíziócsatorna, az RTL Csoport tagja. RTL-es sorozatokat, filmeket és szórakoztató műsorokat sugároz. Csaknem az összes szolgáltató csomagjában megtalálható, több mint 3 millió magyar háztartásban érhető el, valamint Szlovákiában, Romániában és Szerbiában is fogható, a nap 24 órájában.
A Cool TV az egyik legnézettebb kábelcsatorna. Fő versenytársai a TV2 Csoporton belüli Super TV2 és Prime.
A csatorna reklámidejét az RTL Saleshouse értékesíti.

## Története
2003 júniusában a Minimax és az IKO a csatornát eredetileg TV+ néven tervezte elindítani. Végül az IKO egyedül indította el M+ néven, 2003. szeptember 15-én, kezdetben a Minimax-szal osztott műsoridőben sugárzott, 19:30-tól 01:30-ig. A csatorna kevés kábelhálózaton volt megtalálható, mivel a nagyobb kábelhálózatok a Minimax után lekapcsolták a jelet, a UPC, valamint a UPC Direct hálózatán egy „Minimax for UPC” nevű csatorna jelent meg helyette, ahol a Minimax után a MusicMaxot sugározták. A csatorna műsorai alatt ismeretlen okokból a Minimax logója is kint volt. 2003. december 6-tól sugárzott napi 24 órában, ahol az esti sávon kívüli időben élőben közvetítettek a Való Világ 3 villájából. Az M+-nak egyetlen arculata és logója volt.
2004. február 3-án levédették a Cool TV nevet, és az év szeptember 4-én az M+ egyesült a hasonló profilú Humor 1-gyel, amely a Sport 1 csatornája volt, ezen nevet felvéve. A csatorna rövidesen profilt váltott, és inkább a fiatalabb generáció felé kezdett nyitni.
A csatorna kezdetben 2 helyen is elérhető volt: a Minimax adásszünetében 19:30-tól 05:30-ig, valamint a Humor 1 csatornáján teljes műsoridőben. Kezdetben a csatornának 2 tulajdonosa volt: az IKO és a Sport 1. 2004. december 4-én megszűnt a Minimaxszal való osztottsága, mivel elindult az A+ (amely később az Animax nevet viselte), de azokon a kábelhálózatokon, ahol a Minimax után nem volt elérhető az A+ vagy az Animax (20:00-06:00), a 2010-es évek elejéig ezen csatornával osztott műsoridőben volt látható. 2005-ben a Sport 1-beli tulajdonrészvényeket felvásárolta az IKO. 2005. október 10-én volt a csatorna első arculatváltása, ezzel egyidőben 5 új saját gyártású műsor is indult.
A csatornát mind Magyarországon, mind Romániában bejegyezték. 2006-ban a csatornán sugárzott Hungarikum című rajzfilmet (amely a magyar történelemmel viccelődött gúnyos és groteszk módon) övező botrányok és feljelentések hatására, a várható büntetés elől a televízió Erdélybe tette át székhelyét, azóta egészen 2014-ig műsorát (papíron) onnan sugározta. A csatornát akkoriban működtető IKO Románia anyavállalata, az IKO-MATÁV Média Holding Rt. 15%-os részesedéssel bírt az RTL Klubot üzemeltető cégben, és kilenc másik magyar nyelvű adót is üzemeltetett.
A csatorna műsora első műsorbeli "Coolosítása" 2006. április 3-án történt, amikor a Bolhapiac című műsort Cool Live néven folytatták.
A csatorna második arculatváltása 2007. június 4-én volt, melyet a KGB Stúdió tervezett, ennek fő eleme a graffiti lett. A képernyőlogó piros-feketéről monokróm fehérre változott, és egyre több saját gyártású műsort indult, illetve új műsorvezetőket is alkalmazott. 2007. szeptember 15-től a Film+-szal együtt a román korhatár-besorolásokat alkalmazta.
2010. augusztus 30-án 21:20-kor újabb arculatváltás történt, a képernyőlogót újrastilizálták. A logó maradt az eredeti körszelet-pont logó, de a piros-fekete színek helyett, szürke-piros lett a logó. A szintén KGB Stúdió által tervezett arculatban a főszerepet a helyszínekben pattogó labdák játszották, és évszakban változott. Ebben a korszakban fokozatosan eltűntek a saját gyártású műsorok a csatornáról.
2011. július 28-án másik 6 IKO-s csatornával együtt megvásárolta a luxemburgi székhelyű RTL Csoport.
A Cool, a Film+ és a Film+ 2 2012. december 18-án átállt szélesvászonra. 2014. december 1-jén 09:00-től megkapta a jelenlegi arculatát és teszt jelleggel megkezdte HD adásának sugárzását is. Az új logó a 2010-ben életbe lépőhöz hasonló lett, a pontok pirosak maradtak, de a korábban szürke körszeletek fehérek lettek, a logó pedig 3D-s. 2015. január 1-jétől hivatalosan is elindult a HD adás, valamint székhelye Luxemburg lett (miután a csatorna a 2005-ös Hungarikum-botrány óta nem kívánt Magyarországra visszatérni). 2015 márciusa óta az új székhely ellenére az RTL kábelcsatornái a magyar korhatárkarikákat használják.

## Saját gyártású műsorok

### 2004 és 2007 között
| Név           | Műsorkezdési dátum | Megjegyzés |
| ------------- | ------------------ | --- |
| Gerilla Grill | 2004. október 4.   | „Illegális főzőműsor” ahol veszélyes vagy tiltott helyen főz a stáb 15 perc alatt.                                                      |
| Kontra        | 2004. október 9.   | Majka és Szabi műsora. Küzdelemre hívják ki egymást, és a győztesnek ki kell állnia a másik által kitalált feladatot.                   |
| Vad csajok    | 2005. október 10.  | Majka vezette. Ebben a műsorban a csajok bevállalósak voltak.                                                                           |
| Hungarikum    | 2005. október 10.  | 5 perces saját készítésű Magyar rajzfilm, amiben a magyar történelem főbb szereplőit illetve régi magyar meseszereplőket figurázzák ki. |
| Cool a verda  | 2005. október 10.  | Reality műsor, amiben átlagemberek autóját alakítják át.                                                                                |
| Bolhapiac     | 2005. október 10.  | 2006-ban Cool Live néven ismert. |
| Kontráné      | 2005. október 12.  | Majkáék Kontra című műsora lányokkal. A két ellenfél Butor Mónika és Mc Ducky.                                                          |
| Cool Live     | 2006. április 3.   | Élő show-műsor. |
| Laptop DJ     | 2006               | Shane 54 vezette, a legjobb partik a világ körül.                                                                                       |

### 2007 és 2010 között
| Név                  | Műsorkezdési dátum | Megjegyzés                       |
| -------------------- | ------------------ | -------------------------------- |
| Cool Hits            | 2007. június 4.    | Zenei klipműsor.                 |
| Cool Star            | 2007. június 4.    | Hazai sztárműsor.                |
| Cool Love            | 2007. június 4.    | Hazai romantikaműsor.            |
| Cool Sex             | 2007. június 4.    | Erotikai show-műsor.             |
| Cool Party           | 2007. június 4.    | Zenei show-műsor.                |
| Cool Top20           | 2007. június 9.    | Zenei Top 20-as show-műsor.      |
| Cool Weekend         | 2007. június 9.    | Hétvégi show-műsor.              |
| Cool Trend           | 2007. október 1.   | Hazai trendműsor.                |
| Happy Cool Year      | 2007. december 31. | Élő szilveszteri műsor.          |
| Cool Night           | 2008. március 24.  | Erotikaműsor.                    |
| Cool Top 10          | 2008. március 24.  | Zenei Top 10-es show-műsor.      |
| Srácok               | 2008. március 24.  | Szórakoztató show-műsor.         |
| Cool Generáció       | 2008. március 29.  | Portréműsor.                     |
| Cool Vakáció         | 2008. június 16.   | Nyári vakációsműsor.             |
| Cumi - Ki nyel ma?   | 2008. július 28.   | Szórakoztató show-műsor.         |
| Cool Night Extra     | 2008. július 28.   | Erotikaműsor.                    |
| Best of... Cool Live | 2008. augusztus 2. | A Cool Live heti összefoglalója. |
| Vihar a biliben!     | 2008. augusztus 2. | Kibeszélő show-műsor.            |
| I Love Balaton       | 2009. június 15.   | Életstílus-magazin.              |
| Easy Rider, öcsém!   | 2009. október 31.  | Versenyműsor.                    |
| Cool Night Show      | 2010. január       |                                  |

### 2010 és 2012 között
| Név            | Műsorkezdési dátum  | Megjegyzés                                                                                            |
| -------------- | ------------------- | --- |
| After X        | 2010. augusztus 28. | Az X-faktor háttér műsora minden szombat este az X-faktor élő műsora után vetítik.                    |
| X              | 2010. augusztus 30. | Az X-faktor háttérműsora minden hétköznap vetítik szombaton megismétlik a heti adásokat.              |
| BeleValóVilág  | 2010. november 29.  | A Való Világ esti háttérműsora.                                                                       |
| NekedValó      | 2010. november 29.  | Először az RTL Klubra, majd a Prizma TV-re került. A Való Világ délutáni beszélgetős műsora.          |
| Alekosznakvaló | 2011. április       | Alekosz, szerelem a legfelsőbb szinteken című műsorának esti háttérműsora.                            |
| CSISZ          | 2011.               | A Csillag születik háttérműsora. Minden szombaton este a Csillag születik élő műsora után vetítették. |
| Taxid          | 2011.               | A műsor főszereplői feladatokat hajtanak végre amibe mit sem sejtő embereket is bevonnak.             |

## Korábbi műsorvezetők
| Műsorvezető   | Műsorai                   |
| ------------- | ------------------------- |
| Baukó Éva     | BeleValóVilág             |
| Gáspár Győző  | BeleValóVilág             |
| Horváth Éva   | Cool Night, Cool Live     |
| Istenes Bence | After X, Nekedvaló        |
| L.L. Junior   | Cumi                      |
| Mádai Vivien  | Nekedvaló                 |
| Majka         | Kontra                    |
| Nádai Anikó   | BeleValóVilág             |
| Orosz Barbara | Cool Night                |
| Papp Szabolcs | Kontra                    |
| Simon Olivér  | BeleValóVilág             |
| Valkó Eszter  | BeleValóVilág, Cool Night |

## Érdekesség, és a romániai adásváltozat története
3 hónappal a magyarországi indulás után, 2003. december 15-én Romániában is elérhetővé vált a csatorna, kezdetben az RTL régi műsorait tűzték képernyőre (például a Mónika show-t). A csatorna F+ Roman néven indult, és a hazai Film+ régebbi arculatát vette át, néhány műsorát román felirattal sugározta.
A román adásváltozat neve a magyar változat 2004-es Film+-ra történő átnevezése után is megmaradt. 2005 februárjában a román adásváltozat arculatot váltott, amelyben a hazai csatorna műsoridőben is osztozott.
2005. december 5-én a román F+-t Coolra nevezték át. A csatorna a magyar Cool első arculatát vette át, a műsorstruktúra hasonló volt a magyar változatéval. A román adásváltozat 2006. február 10-én megszűnt.

## A csatorna logói

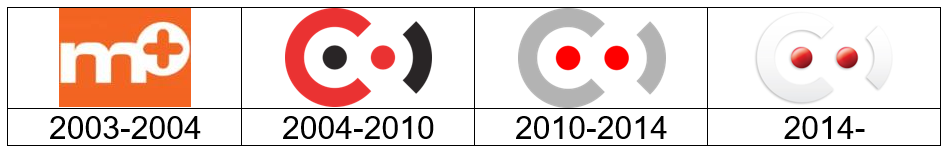
A Cool TV logói 2003 óta